# (5990) Panticapaeon
(5990) Panticapaeon es un asteroide perteneciente al cinturón de asteroides, región del sistema solar que se encuentra entre las órbitas de Marte y Júpiter, descubierto el 9 de marzo de 1977 por Nikolái Stepánovich Chernyj desde el Observatorio Astrofísico de Crimea (República de Crimea).

## Designación y nombre
Designado provisionalmente como 1977 EO. Fue nombrado Panticapaeon en homenaje a la ciudad antigua, capital de un reino de Bospor que data del siglo VI a. C., ubicada en el sitio de la actual ciudad de Kerch en el este de Crimea. Este planeta menor está dedicado al Museo Histórico-Arqueológico de Kerch, el principal depósito de materiales arqueológicos de Panticapaeon. Fundado en 1826, el Museo Kerch hace una valiosa contribución a la investigación de la historia antigua de la región y adquiere al público en general con el pasado remoto de la región.

## Características orbitales
Panticapaeon está situado a una distancia media del Sol de 2,242 ua, pudiendo alejarse hasta 2,456 ua y acercarse hasta 2,029 ua. Su excentricidad es 0,095 y la inclinación orbital 7,019 grados. Emplea 1226,85 días en completar una órbita alrededor del Sol.

## Características físicas
La magnitud absoluta de Panticapaeon es 13,6. Tiene 4,876 km de diámetro y su albedo se estima en 0,44. 